# 針原滋
針原 滋（はりはら しげる、1956年7月10日 - ）は、鹿児島県出身の俳優。身長165cm、体重55kg。東洋大学卒業。アルファセレクション所属。

## 出演

### テレビドラマ
NHK
- 大河ドラマ
  - 武蔵 MUSASHI（2003年）- 末吉平蔵 役
  - 麒麟がくる（2020年）
- 御宿かわせみ（2005年） - 辰巳屋利兵衛 役
- あさきゆめみし 〜八百屋お七異聞（2013年）- ツルの父 役
- ダークスーツ 第3話「お前らに何がわかる?」（2014年12月6日）- 折原郁馬 役
- 破裂（2015年）- 峰丘茂 役
- 連続テレビ小説
  - エール（2020年） - 梨本 役

日本テレビ
- 家売るオンナの逆襲 第2シリーズ 第3話（2019年1月23日）- 河辺オーナー 役

TBS
- 水戸黄門 第39部 第16話「母と名乗れぬ過去悲し」（2009年2月9日）- 草鞋の権造 役
- ゴッドハンド輝 第5話（2009年5月9日、TBS） - 入院患者 役
- 東京スカーレット〜警視庁NS係 最終話（2014年9月9日）- 新山宏嗣 役
- 月曜名作劇場「陰の季節 2 刑事の勲章」（2016年4月25日）- 渡辺進一 役

フジテレビ
- 牡丹と薔薇（2004年）- 大山 役
- すべてがFになる（2014年）- 向井浩二 役
- 監察医 朝顔 第2シリーズ（2021年）
- 競争の番人 第6話（2022年）- 草野清 役
- マウンテンドクター（2024年） - 津山医師 役

テレビ朝日
- 土曜ワイド劇場
  - 「隠蔽捜査 第1作 驚愕のもみ消し工作」（2007年3月10日）- 山岡卓夫 役
  - 「タクシードライバーの推理日誌 30 東京〜京都〜博多 殺人犯を追う乗客 10年目の再会と疑惑の銃弾!!」（2012年1月7日）- 古賀荘平 役
- 警視庁捜査一課9係
  - 第6シリーズ 第4話「ルビー殺人事件」（2011年7月27日）- 浜口嘉彦 役
  - 第10シリーズ 最終話「殺意の香り」（2015年7月1日）- ネクサスコーヒー店長 役
  - 第11シリーズ 第6話「花の殺人」（2016年5月11日）- 高木浩介 役
- 仮面ライダーシリーズ
  - 仮面ライダーウィザード 第13話「夢を継ぐ者」（2012年12月2日）- 梅林堂店主 役
  - 仮面ライダーギーツ 14話「謀略V: 怒りのグレア」（2022年12月11日）- ウィンの祖父 役
- DOCTORS〜最強の名医〜 第3シリーズ 第6話「強敵登場!! 2人の患者を緊急同時オペ!!」（2015年2月12日）- 波多野博 役
- 刑事7人
  - Season1 第1話「最後の時効」（2015年7月15日）- 土屋富雄 役
  - Season4 第6話「白骨死体にスキャンダル!? 胃の中からのメッセージ!!」（2018年8月15日）- 濱野昭義 役
- 特捜9（2021年） - ホームレス 役
- 相棒 Season21 最終話「13〜隠された真実」（2023年）- 真野晃三 役

テレビ東京
- 水曜ミステリー9「港町人情ナース」（2006年 - 2008年）- 戸倉学 役
- トミカヒーロー レスキューファイアー（2009年）
- ママはニューハーフ（2009年）- 中園恭平 役
- ウルトラマンタイガ（2019年） - 瀬戸宗林 / ゼットン星人ゾリン人間態 役
- 月曜プレミア8「再雇用警察官 第2作 殺人容疑者は恩師の娘? 空白の1日に隠された殺害トリック!」（2021年6月28日）- 今村勝也 役

WOWOW
- 鵜頭川村事件（2022年）- 羽田滋一 役

### Webドラマ
- ウルトラマンオーブ THE ORIGIN SAGA 第7話「くるる 〜眩る〜」（2017年2月6日、Amazonプライム・ビデオ）- カノンの医師 役

### 映画
- 鳶がクルリと（2005年）- 島谷喜助 役（針原茂 名義）
- 特命女子アナ 並野容子（2009年）- 角田正人 役
- ロストクライム -閃光-（2010年）- ラーメン屋 店主 葛木勝 役
- Father「ヴァージンロード」（2013年）- 安田宏明 役
- オナニーシスター たぎる肉壺[1]（2015年10月16日公開、監督：榊英雄）- 山並勘三郎 役
- マジカル・セックス 淫ら姫の冒険（2018年5月、OP PICTURES）- 真壁ハリオ 役